# Републикански път III-6601
Републикански път IIІ-6601 е третокласен път, част от Републиканската пътна мрежа на България, преминаващ по територията на Сливенска и Ямболска област. Дължината му е 39,4 km.
Пътят се отклонява наляво при 4,2 km на Републикански път II-66 източно от Сливенските минерални бани и се насочва на юг през югозападната част на Сливенското поле. Преди село Николаево преодолява източните ниски части на Сърнена Средна гора и слиза в Новозагорско-Ямболското поле. Преминава през град Кермен и село Гълъбинци, пресича ниските югоизточни разклонения на Светиилийските възвишения, при село Межда слиза в най-източната част на Горнотракийската низина и в северната част на село Скалица се свързва с Републикански път III-536 при неговия 39,4 km.
| Пътища, отклоняващи се надясно (населено място, № на пътя, посока на пътя)                      | km   | Пътища, отклоняващи се наляво (посока на пътя, № на пътя, населено място) |
| ----------------------------------------------------------------------------------------------- | ---- | ------------------------------------------------------------------------- |
| Община Сливен, Област Сливен, II-66, 4,2 km ←                                                   | 0,0  | ← 4,2 km, II-66, Област Сливен, Община Сливен                             |
|                                                                                                 | 0,7  | → общински път (за с. Мечкарево)                                          |
|                                                                                                 | 6,5  | → общински път (за с. Панаретовци)                                        |
| (за с. Ковачите) общински път, с. Николаево ←                                                   | 7,6  | с. Николаево                                                              |
| (от 95,1 km на II-55) III-555, 21,5 km, гр. Кермен → (за с. Младово) общински път, гр. Кермен ← | 12,5 | → гр. Кермен, 21,5 km, III-555 (до гр. Ямбол) гр. Кермен                  |
| Община Тунджа, Област Ямбол                                                                     | 17,2 | Област Ямбол, Община Тунджа                                               |
| (за с. Питово) общински път, с. Гълъбинци ←                                                     | 20,7 | с. Гълъбинци                                                              |
| (от с. Радево) III-5503, 17,3 km →                                                              | 22,8 | → 17,3 km, III-5503 (до 5,6 km на III-536)                                |
| (за с. Прохорово) общински път ←                                                                | 28,3 |                                                                           |
| с. Межда                                                                                        | 31,1 | → с. Межда, общински път (за с. Савино)                                   |
| (до 125,1 km II-55) III-536, 31,7 km, с. Скалица ←                                              | 39,4 | ← с. Скалица, 31,7 km, III-536 (от гр. Ямбол)                             |